# Armstrong Siddeley Lynx

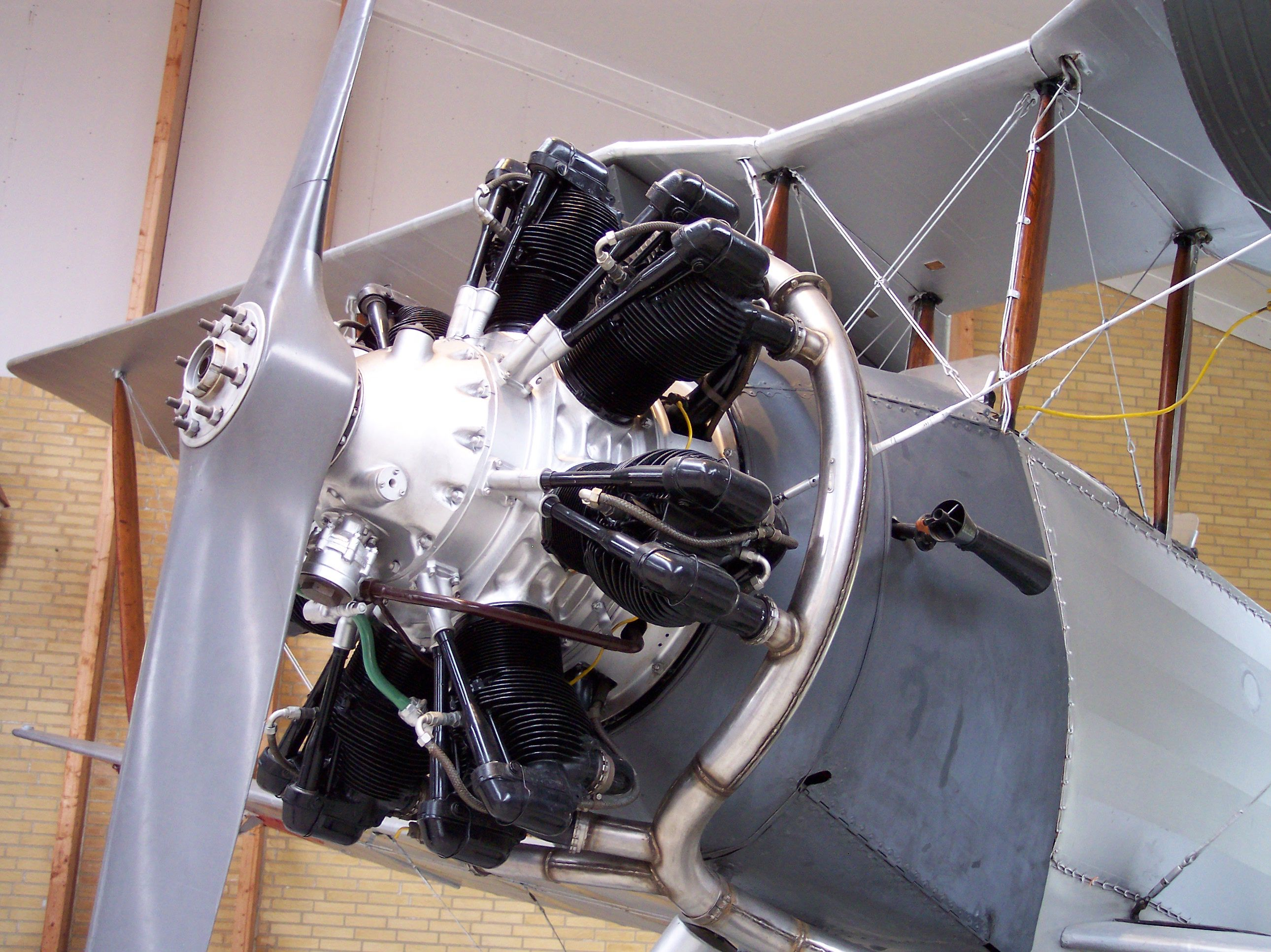
Armstrong-Siddeley Lynx IV an einer Avro 504N in der Dansk Veteranflysamling

Der Armstrong Siddeley Lynx war ein Kolbenflugmotor des britischen Herstellers Armstrong Siddeley und für militärische, aber auch zivile Verwendung bestimmt. Der bereits 1920 vorgestellte luftgekühlte Siebenzylinder-OHV-Sternmotor wurde in eine Reihe bekannter britischer Flugzeuge wie die Avro 504N, O, Q und R oder die Airspeed AS.5A Courier eingebaut. Dem Lynx entsprach in Dimensionen und Bauweise auch der zwei Jahre später herausgebrachte 14-Zylinder-Doppelsternmotor Armstrong Siddeley Jaguar.
Die erste Ausführung des Lynx wies noch ein quadratisches Bohrung-Hub-Verhältnis mit jeweils 127 mm auf, was einen Hubraum von 11 Litern ergab. Vom Lynx Mk I an wurde der Hub auf 139,7 mm vergrößert, wodurch der Hubraum auf 12,4 Liter wuchs. Auch die Leistung wurde ständig von ursprünglich 150 auf schließlich 240 PS (Mk.IV C) gesteigert. Die ersten Motoren besaßen noch gegossene Kolben aus Aluminium, die später jedoch durch geschmiedete ersetzt wurden. Die Zylinder mit ihren Kühlrippen waren aus Stahl gefertigt, die Zylinderköpfe aus Aluminium. Jeder hatte ein Ein- und ein Auslassventil. Die meisten Lynx trieben die Luftschrauben direkt an. Die Version Lynx IV(G) hatte ein Untersetzungsgetriebe mit dem Verhältnis i=1,522; dieser Motor wurde ausschließlich in der Blackburn F.2 Lincock II verwendet.
Der Lynx blieb bis 1939 in Fertigung. Insgesamt wurden über 6000 Motoren dieses Typs hergestellt. Eine Fertigungslizenz wurde an Alfa Romeo vergeben. Ebenfalls bekannt ist dieser Flugmotor im Lizenzbau als Piaggio P.II.

## Technische Daten (Lynx Mk.IV C)
| Bohrung       | 127 mm                |
| Hub           | 139,7 mm              |
| Hubraum       | 12,4 l                |
| Verdichtung   | 5,0:1                 |
| Durchmesser   | 1158 mm               |
| Einbaugewicht | 233,6 kg              |
| Startleistung | 240 PS bei 2090 min−1 |
| Dauerleistung | 215 PS bei 1900 min−1 |